# Mathias Mesmans
Mathias Mesmans (8 februari 2002) is een Belgisch acteur. Hij kreeg naambekendheid door zijn rollen in GameKeepers en Milo. In Milo speelt hij de vaste rol van de popster Liam.
Mesmans heeft in 2016 in de Ketnet-musical Unidamu gespeeld.

## Televisie
- GameKeepers (2021-2024) - als Quinten Camerlynck
- Milo (2024-heden) - als Liam Somers
- Familie (2025-heden) - als Ward Raes

## Theater
- Unidamu (2017) - als lid van het ensemble
- Tien om te zien, de musical (2024, 2025) - als Steven